# Siglo XX (cóctel)
El Siglo XX, originalmente en inglés, 20th Century, es un cóctel creado en 1937 por un barman británico llamado C.A. Tuck, y nombrado en honor del famoso tren Twentieth Century Limited que estuvo en funcionamiento entre las ciudades de Nueva York y Chicago desde 1902 hasta 1967. La receta fue registrada por escrito por primera vez en 1937 en el Café Royal Cocktail Book de William J Tarling, presidente del Gremio de Bartenders del Reino Unido, y jefe de camareros en el Café Royal.

## Receta

### Ingredientes
- 1 ½ oz. (4.5 cl) de ginebra
- 3/4 oz. (2 cl) de Kina Lillet
- ½ oz. (1.5 cl) de crema de cacao
- 3/4 oz. (2 cl) de jugo de limón fresco

### Procedimiento
Agite en una coctelera helada y cuele en una copa de cóctel. Decorar con un toque de limón.